# Aksis bengalski
Aksis bengalski, jelonek bengalski (Axis porcinus) – gatunek niedużego ssaka parzystokopytnego z rodziny jeleniowatych (Cervidae), zaliczony do rodzaju Axis na podstawie morfologicznych podobieństw do jelenia aksis (Axis axis). Dalsze badania mtDNA wskazują na bliższe pokrewieństwo tego gatunku z przedstawicielami rodzaju Cervus, niż z jeleniem aksis. Nazwa bengalski pochodzi od Bengalu, w którym ssak ten został odkryty.

## Synonimy
Aksis bengalski nazywany jest również jeleniem świńskim. Opisywany był pod nazwą Cervus porcinus.

## Występowanie i biotop
Obecny zasięg występowania gatunku obejmuje północne Indie i Półwysep Indochiński. Introdukowany w Australii i Stanach Zjednoczonych.
Zasiedla gęste zarośla, lasy z gęstym podszytem, wysokie trawy i lasy namorzynowe.

## Charakterystyka ogólna

### Podstawowe dane
| Długość ciała | Wysokość w kłębie | Długość ogona | Masa ciała | Dojrzałość płciowa | Okres godowy                | Długość ciąży | Liczba młodych w miocie | Długość życia |
| ------------- | ----------------- | ------------- | ---------- | ------------------ | --------------------------- | ------------- | ----------------------- | ------------- |
| 105–115 cm    | 60–75 cm          | ok. 20 cm     | 36–50 kg   | 8–12 miesięcy      | od sierpnia do października | 8 miesięcy    | 1–2                     | 10–20 lat     |

### Wygląd
Ciało krępe, muskularne, z krótką głową i krótkimi kończynami, ubarwione brązowo lub oliwkowobrązowo, przeważnie cętkowane. Młode rodzą się z rzędami żółtawych cętek po bokach ciała. Tylne kończyny są dłuższe od przednich, przez co zad położony jest wyżej od kłębu. Poroże samców z trzema (rzadziej dwoma) długimi odgałęzieniami (oczniak i odnogi wierzchołkowe).
Dymorfizm płciowy: samce są większe od samic, ciemniej ubarwione, mają masywniejszy kark, samice nie mają poroża.

### Tryb życia
Prowadzą samotniczy tryb życia, poza wspólnym korzystaniem z żerowisk, na którym spotykają się luźne grupy do 40 osobników. Żerują w nocy zjadając głównie trawy. Dietę uzupełniają liśćmi i owocami. Nie podejmują wędrówek. Samce wykazują terytorializm znakując rewiry substancjami zapachowymi.
Aksisy bengalskie dobrze pływają i chętnie chronią się w wodzie w razie niebezpieczeństwa. Zaatakowane biegną kłusem z opuszczoną głową, przypominając wyglądem świnię (stąd nazwa jeleń świński).

### Rozród
Dojrzałość płciową osiągają pomiędzy 8. a 12. miesiącem życia.
W okresie godowym samce wykazują wysoki poziom agresji skierowanej głównie na konkurentów. Walki samców polegają na wzajemnym przepychaniu się porożami. Do uszkodzeń ciała dochodzi rzadko. Jelonek bengalski jest gatunkiem poligamicznym. Po około 8-miesięcznej ciąży samica rodzi jedno – rzadziej dwa – młode, które ukrywa przed drapieżnikami w gęstej, wysokiej trawie. Po kilku dniach młode wędruje za matką pozostając z nią przez sześć miesięcy.
Około szóstego miesiąca młode przyjmują ubarwienie typowe dla dorosłych.

## Podgatunki
Wyróżniono dwa podgatunki A. porcinus:
- Axis porcinus annamiticus – aksis annamski
- Axis porcinus porcinus – aksis bengalski

## Zagrożenia i ochrona
Podgatunek Axis porcinus annamiticus jest objęty konwencją waszyngtońską  CITES (załącznik I).
Ten sam podgatunek został wykazany w Czerwonej księdze gatunków zagrożonych Międzynarodowej Unii Ochrony Przyrody i Jej Zasobów w kategorii EN (zagrożony wyginięciem).